# Clubiona johnsoni
Clubiona johnsoni là một loài nhện trong họ Clubionidae.
Loài này thuộc chi Clubiona. Clubiona johnsoni được Willis J. Gertsch miêu tả năm 1941.